# Federconsorzi
La Federconsorzi (nome abbreviato della Federazione italiana dei consorzi agrari, siglato FEDIT) era una istituzione privata ed organo fondamentale della politica agricola statale italiana, per tornare poi ad una struttura privatistica fino ad essere travolta nel 1991 da una vicenda scandalosa e da una crisi irreversibile.

## Storia (1892-1991)

### Fondazione e periodo iniziale
La Federconsorzi fu fondata il 10 aprile 1892 a Piacenza. Frutto dell'incontro della borghesia illuminata, di formazione mazziniana, e degli ambienti più aperti dell'esperienza cattolica, fu la prima grande svolta dell'agricoltura italiana che affrontava la crisi della devastazione della viticoltura ad opera della fillossera e della peronospora, nonché della crisi del mercato dei cereali per via del commercio internazionale dei grani, reso possibile dall'estendersi delle fattorie nelle pianure americane e dalla messa a coltura di vaste estensioni dell'Ucraina ed agevolato dalla diffusione della navigazione a vapore.

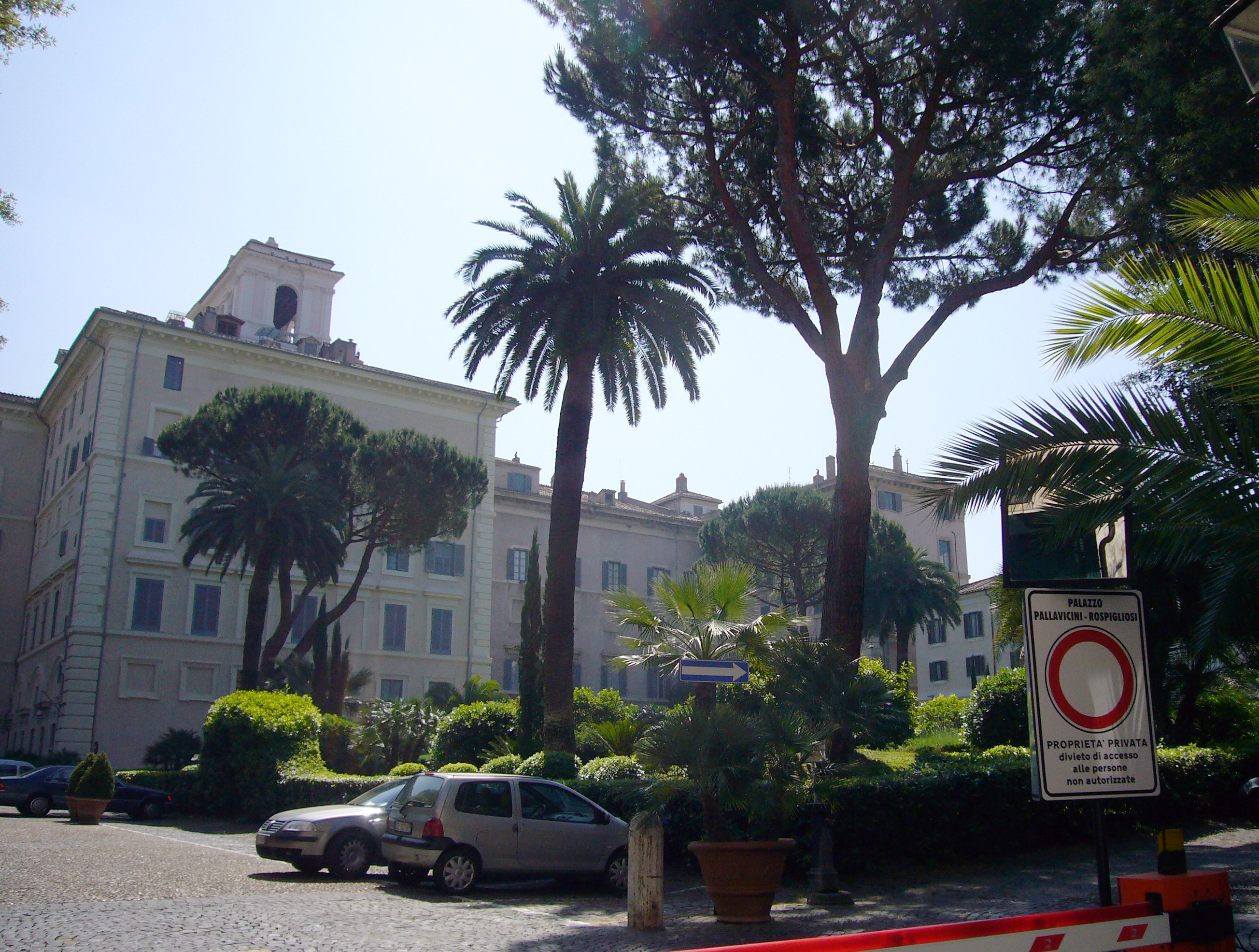
palazzo Rospigliosi -Pallavicini per molti anni sede della Federconsorzi

Fin dall'inizio fu costituita come cooperativa di secondo grado, avendo come soci i consorzi agrari, che in alcuni casi conservavano la vecchia denominazione di "comizi agrari". La Federconsorzi fu pensata soprattutto come strumento di acquisti collettivi per ottenere una calmierazione del mercato e una garanzia di qualità, soprattutto nei settori dei fertilizzanti e delle macchine agricole. Nella relazione finale del febbraio 2001, la Commissione parlamentare d'inchiesta istituita per indagare le cause del suo dissesto, premetteva ai suoi lavori una ricostruzione storica dei 99 anni di attività, sottolineando come la causa prima del sorgere dei consorzi agrari e della loro federazione fu proprio la necessità di coprire il fabbisogno di credito agrario.
L'origine storica della Federconsorzi viene, infatti, individuata ai monti frumentari, che nel 1863 erano ben 2.051, prima di essere "spazzati via" dalle riforme dirigistiche dello Stato unitario. Altro vanto della Federconsorzi dell'epoca fu l'istituzione delle cattedre ambulanti di agricoltura, una benemerita istituzione per diffondere la conoscenza della scienza agronomica negli ambienti rurali. Il primo direttore generale, poi nominato presidente nel 1905, fu Giovanni Raineri. La prima guerra mondiale, con l'importazione massiccia di derrate alimentari dal mercato americano, lanciò la Federconsorzi come importantissimo strumento annonario.

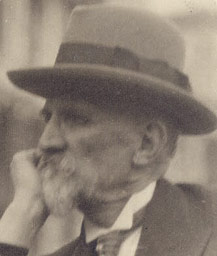
Giovanni Raineri, primo direttore generale e presidente dal 1905

### Il periodo fascista
La Federconsorzi rivestì un ruolo importante tra le due guerre, appoggiando l'intera politica agraria del fascismo. L'economia basata sull'autarchia, attuata successivamente all'assedio societario, favorì la gestione ammassi: il grano e gli altri prodotti essenziali per l'alimentazione della popolazione dovevano essere "ammassati" obbligatoriamente presso i consorzi agrari, in modo da rendere più razionale ed efficiente il settore e mantenere una struttura più facilmente trasformabile in economia di guerra.

#### Tessera annonaria
La struttura federconsortile fu dapprima chiamata a sostenere il peso dalla gestione degli ammassi durante il periodo del tesseramento alimentare, poi fu di nuovo lo strumento principale attraverso cui gli Stati Uniti rifornirono dapprima la parte d'Italia via via liberata e poi dell'intera Italia e degli aiuti del piano Marshall concretizzatisi nei fondi E.R.P.. La struttura Federconsortile era rimasta prevalentemente intatta, senza grossi traumi rispetto alla precedente esperienza fascista.

### Il dopoguerra
Alla fine del secondo conflitto mondiale, con il nuovo ordinamento del 1948, i consorzi agrari, governati dalla Federconsorzi, divennero società private, ma con accesso al denaro pubblico. Per cui Paolo Bonomi, fondatore della Coldiretti, prese il potere per conto della Democrazia Cristiana, con lo scopo di controllare soldi e voti sfruttando la tradizione cattolica dei contadini ed il fatto che il Ministero dell'agricoltura era e sarebbe rimasto a lungo in mano allo Scudo Crociato. Così facendo, Bonomi divenne uno dei principali baluardi delle forze di centro rispetto alle sinistre.

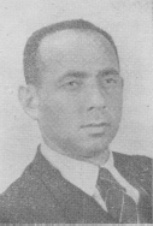
Paolo Bonomi fondatore della Coldiretti

Epiche furono le battaglie - condotte da cultori di scienze agrarie come Manlio Rossi-Doria, giornalisti e polemisti coraggiosi, come Mario Pannunzio, Ernesto Rossi e il settimanale Il Mondo, da grandi tribuni parlamentari come Gian Carlo Pajetta - sulla situazione di privilegi di cui godeva la Federconsorzi, che, fu affermato, determinava l'elezione di un centinaio di parlamentari democristiani. Con l'uscita di scena di Bonomi, l'uomo di potere divenne Arcangelo Lobianco. Nel frattempo, la Federconsorzi perse alcune buone intuizioni, facendosi "soffiare" il business del mais e della soia (dal gruppo Ferruzzi) e l'organizzazione dei supermercati (dalla Lega Nazionale delle Cooperative e Mutue).
La Coldiretti, nel tempo, non assicurava più quel serbatoio di voti di una volta e tra l'altro si era posta in netta contrapposizione con i vertici della DC, dai quali non riceveva più consensi; non ebbe dunque la forza di salvare la Federconsorzi dal disfacimento. Gli aspetti negativi non devono però far dimenticare i meriti della Federconsorzi, che per decenni fu pressoché l'unica istituzione che ha operato a favore dell'agricoltura italiana. La struttura commerciale della Federconsorzi, del resto, contribuì all'affermarsi dell'Anic e poi dell'EniChem Agricoltura nella produzione dei fertilizzanti, soprattutto urea e nitrato d'ammonio.

## La crisi (dal 1991)

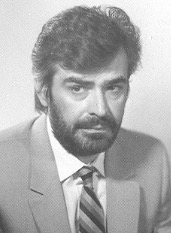
Il ministro Giovanni Goria commissariò la Federconsorzi.

Secondo la relazione del 30 luglio 1991 tenuta al Senato in risposta alle interpellanze ed alle interrogazioni sull'argomento presentate dal ministro dell'agricoltura Giovanni Goria, che provvide al commissariamento della Federconsorzi (17 giugno 1991), la crisi dell'ente ebbe origine nella gestione del triennio 1988-1990.

### Il commissariamento
Il commissariamento, deciso da Goria dopo tre ore di riunione a porte chiuse a Palazzo Chigi con il presidente del consiglio, il ministro del bilancio, il sottosegretario alla presidenza del consiglio, il segretario della Democrazia Cristiana e il presidente della Coldiretti (Lobianco) fu il principio della fine: il mondo bancario, pesantemente esposto, revocò tutti i fidi. Il 4 luglio fu avanzata dai neo-nominati commissari di governo la domanda di concordato preventivo, approvata nel gennaio 1992.
Tra i professionisti che si sono succeduti nelle cariche di responsabilità della procedura, si segnalano Nicola Picardi, Enrico Gabrielli e Sergio Scicchitano.

### L’omologazione del concordato
Il Tribunale civile di Roma, in data 18/22 luglio 1991, in soli 15 giorni ammise la Federconsorzi alla procedura, ritenendo idonee le condizioni formali e sostanziali dell'impresa ai sensi dell'art.160 della legge fallimentare.
In merito, la Commissione parlamentare d'inchiesta si sarebbe espressa nel seguente modo: "che i tempi del tribunale per l'ammissibilità al concordato Federconsorzi, sono stati eccezionalmente rapidi e benevoli, la prassi dei giudici, era invece restrittiva, infatti, nel triennio 1990/92, fu concessa l'omologazione solo a tredici proposte di concordato preventivo su sessanta richieste, con una percentuale favorevole poco superiore al 20%".
Tale concordato in seguito fu oggetto di una lunga vicenda giudiziaria e da varie commissioni di indagine.

### La previsione dello scioglimento
Già nel 1999 con apposita legge si prevedeva lo scioglimento della Federconsorzi, ossia subito dopo la presentazione del rendiconto che doveva essere effettuato entro sei mesi. La legge n. 410 del 1999, all'articolo 5, comma 2, aveva disposto lo scioglimento della Fedit, ai sensi dell'articolo 2544 c.c., era previsto lo scioglimento della vecchia Federconsorzi ma nel 2010 una nuova norma introdotta come emendamento nell'ambito del decreto milleproroghe ha cancellato questo obbligo.

### Il seguito della procedura
L'unica certezza conseguita, sotto il profilo legale, è che la Corte di appello di Roma alla fine del 2010 ha stabilito le modalità di calcolo degli interessi sui crediti vantati per la gestione degli ammassi, dopo che anni addietro i giudici ne avevano decretato l'esigibilità.

Nell'audizione alla Camera del 25 gennaio 2011, il ministro delle politiche agricole Giancarlo Galan dichiarò:
Quello che è successo è noto a tutti con le varie accentuazioni. Arriviamo a una conclusione: lo Stato deve al - e qui metto «puntini puntini» - mondo agricolo una cifra iperbolica, che si aggira sugli 800 milioni di euro più le rivalutazioni. Io credo che lo Stato debba tale cifra al mondo agricolo, altri dicono al sistema bancario, per cui ci sarà battaglia. Si tratta infatti di una cifra estremamente significativa.
Per dare certezza alla vicenda, visto che le cose semplici mi attraggono, ho sostituito il vecchio commissario, al quale vanno i miei ringraziamenti personali anche perché quando gli telefonai dall'Albania per comunicargli la mia decisione si comportò da signore vero e mi disse: «La ringrazio per avermi lasciato questa opportunità fino ad oggi, sono a disposizione di chi vorrà indicare per tutti gli aiuti del caso».
Non mi è capitato tante volte nella mia vita: lo dico perché questo è talmente raro che vale la pena di sottolinearlo. Quindi al generale Marrocco vanno i miei ringraziamenti.
Ho provveduto a nominare come commissario un giovane magistrato della Corte dei conti, Andrea Baldanza, affiancato dal commercialista di cui mi fido di più, che finora ha sempre fatto le dichiarazioni dei redditi del sottoscritto senza mai farmi incorrere in una penale. La vicenda è partita, ma è complicatissima, con riflessi di ogni tipo, in ogni campo e in ogni settore.
Dovranno rapidamente riuscire a fare una ricognizione - lasciatemelo dire - di quello che è rimasto e iniziare una vertenza che - immagino - sarà difficile con chi deve dare i soldi e chi aspira a ottenerli.»
Per tale scopo, in virtù di quanto recita il decreto Ministeriale datato 9 dicembre 2010, a firma del ministro Galan, furono nominati un commissario ed un sub-commissario della Federazione italiana dei consorzi agrari, rispettivamente Andrea Baldanza e Paolo Venuti, col seguente incarico: «i professionisti dovranno procedere alla ricognizione del contenzioso pendente, in particolare quello nei confronti del Ministero delle Politiche Agricole Alimentari e Forestali in ordine ai crediti derivanti dalla rendicontazione della gestione degli ammassi dei prodotti agricoli, nonché il contenzioso promosso dagli ex dipendenti della Federconsorzi e di alcune società da essa controllate, con il compito di definire, anche in via transattiva, i predetti contenziosi.»
Il 22 giugno del 2011 Luigi Farenga viene nominato commissario liquidatore di Federconsorzi dalla sezione fallimentare del Tribunale di Roma presieduta da Ciro Monsurrò. Professore di diritto commerciale a Perugia e commissario dell'ex gruppo Cirio, Farenga subentra al dimissionario Sergio Schicchitano. Quest'ultimo aveva lasciato l'incarico in seguito all'indagine promossa dalla Procura di Roma sulle false fatturazioni che lo vedeva coinvolto, insieme a Cesare Pambianchi (ex presidente di Confcommercio Roma) e Carlo Mazzieri.

### Le assemblee societarie del 2011
Dopo 20 anni in cui in presenza del commissariamento governativo gli organi sociali avevano cessato di funzionare, il nuovo commissario governativo, appoggiato dai consorzi agrari tornati in bonis, rilanciò la proposta di non procedere allo scioglimento della Federconsorzi, convocando l'assemblea dei soci per far sì che la vecchia Federconsorzi avesse titolo per rivendicare i crediti nascenti dalle gestioni ammassi. Dopo una prima assemblea di aprile e poi di giugno ed una dell'11 novembre per adeguare lo statuto alle nuove normative, era fissata un'assemblea per il 28 novembre che avrebbe dovuto rieleggere il consiglio di amministrazione. Di fatto si è però limitata ad approvare il bilancio sociale. Per l'area sindacale-politica tale soluzione è stata sostenuta dalla Coldiretti, avversata dalle altre forze.

## Le inchieste

### I processi penali
La vicenda penale seguì due percorsi:
- uno presso il Tribunale di Roma,[21] per i reati fallimentari inerenti alle attività svolte dagli amministratori fino al commissariamento. Gli imputati sono stati prosciolti per intervenuta prescrizione ex art.129 c.p.p., nell'udienza del 31 marzo 2008 svoltasi presso la I sezione, dopo che era stato riconosciuto dagli stessi, un misero risarcimento danni alle parti civili costituite. Ma la Cassazione, con una sentenza depositata in data 5 marzo 2010, rinviò alla Corte d'Appello di Roma per il giudizio di secondo grado gli ex amministratori, i sindaci e i direttori generali della holding agricola. Infatti, per la Suprema Corte, contrariamente al verdetto del Tribunale di Roma del marzo 2008, i reati non possono considerarsi estinti. Pertanto a distanza di anni si riaprì il caso Federconsorzi, che fu nei fatti il crack che anticipò l'era di tangentopoli.[22]
- uno presso il Tribunale di Perugia,[23] per l'attività svolta dagli organi della procedura. L'organo giudicante ha pronunciato sentenza di condanna nei confronti degli imputati, unitamente alla società che aveva rilevato i beni della Federconsorzi a prezzo vile. In un primo tempo la vicenda vide coinvolti anche Cesare Geronzi[24] e Sergio Cragnotti,[25] e si concluse solo nel 2006 con la definitiva assoluzione da parte della Corte di Cassazione di Pellegrino Capaldo e di Ivo Greco.

Quando era uscito il dispositivo della Corte d’Appello di Perugia nel giugno 2004, tutta la stampa aveva salutato l’assoluzione di Pellegrino Capaldo (l'ex presidente della Banca di Roma) ed Ivo Greco (ex presidente della Sezione fallimentare del Tribunale di Roma ed anche, poi, del Tribunale dei Ministri) dall’accusa di bancarotta fraudolenta per dissipazione, come un gran ribaltamento delle condanne a 4 anni di reclusione fatta dal Tribunale. Nel mese di settembre 2004, uscite le motivazioni, emergeva chiaramente, però, che la ricostruzione dei fatti avanzata dall’accusa restava confermata in pieno, così come aveva deciso la corte nel 1º grado. La Corte d’appello dovette assolvere gli imputati perché, non essendo provato il dolo, nel dubbio gli imputati vanno dichiarati esenti dalla responsabilità penale.
Comunque, la Suprema Corte confermava quanto già stabilito dalla Corte d'Appello di Perugia nel settembre 2004, la quale aveva decretato che i beni della Federconsorzi erano stati venduti ad un prezzo inferiore al loro reale valore, per cui mancavano all'appello circa 1.100 miliardi di lire.

### La Commissione ministeriale Poli Bortone

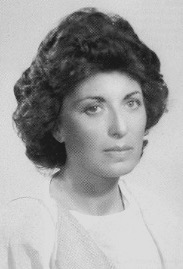
Il ministro Adriana Poli Bortone dispose un'inchiesta ministeriale.

La Commissione d'indagine ministeriale, istituita dal ministro delle risorse agricole Adriana Poli Bortone, con decreto n.34644 del 12 ottobre 1994, ebbe lo scopo di analizzare la situazione che aveva condotto al commissariamento la Federconsorzi. La relazione conclusiva presentata nel mese di giugno 1995 evidenziava le grosse responsabilità del consiglio d'amministrazione, del collegio sindacale, dei vertici delle organizzazioni professionali, Coldiretti e Confagricoltura, che di fatto amministravano l'azienda, e degli organi ministeriali a cui spettavano compiti di vigilanza e controllo.

Una condanna era rivolta al sistema bancario che aveva finanziato la Federconsorzi senza adeguate garanzie e senza aver compiuto nessun'istruttoria al fine di verificare l'entità del rischio che andava ad assumere. Sulle cause del crack i membri della commissione così espressero le loro valutazioni: 
La volontà politica seguita nell'erogazione del credito da parte degli amministratori, è un aspetto da censurare. Si è proceduto ad erogare crediti e ad eseguire altre operazioni finanziarie (copertura perdite), in favore di consorzi agrari in evidente stato di dissesto o addirittura posti in liquidazione coatta amministrativa, oltre che in favore di società controllate e collegate (Polenghi/Fedital). Quindi si è trattato di operazioni per le quali la perdita poteva considerarsi certa.
Tale sistema, costituito dalla Federconsorzi e dal complesso dei consorzi come tutt'unico, non poteva essere perseguito oltre i limiti derivanti dagli equilibri di bilancio.»

Per quanto riguarda il tema dei controlli, fissati dall'art.35 del D.Lgs. 1235/48, il quale, prevedeva che alla Federconsorzi ed ai consorzi agrari erano applicabili le disposizioni degli artt. dal 2542 al 2545 del codice civile, per cui, i poteri in essi previsti erano esercitati dal Ministero dell'agricoltura, la commissione rilevava che: 

### La Commissione parlamentare di inchiesta
Il Parlamento italiano istituì con legge 2 marzo 1998 n. 33 una Commissione parlamentare d'inchiesta. La relazione di maggioranza della commissione affrontò, nel complesso della vicenda, anche il tema degli avvenimenti connessi alla liquidazione dell'immenso patrimonio, propendendo per una sostanziale correttezza dell'operazione riguardante la sola stipula dell'atto quadro; nella stessa relazione, presentata nel 2001, si censurava, tra i vari accadimenti, anche l'ammissione e la relativa omologa del concordato preventivo. Era un atto necessario alla conseguente cessio bonorum in favore della Società gestione per il realizzo, la quale fu appositamente costituita dalle maggiori banche creditrici di Federconsorzi; ma la Commissione ribadiva che la domanda di concordato doveva essere dichiarata irricevibile ed inammissibile, perché si rendeva impossibile in punto di meritevolezza. Oltretutto, non ne sussisteva una condizione fondamentale, riguardo alla sostanziale regolarità contabile. Inoltre, la Commissione rilevava che l'impegno dei tre commissari fu finalizzato solo al tentativo di liquidazione volontaria della Federconsorzi e non durò che 48 giorni: sfociando nella sola richiesta di concordato, non sembrò essersi tradotto in alcun beneficio per il ceto creditorio, e pertanto non poteva annullare anni di malgoverno. Di fatto, la condotta degli amministratori della Federconsorzi che avevano cagionato il dissesto, così come risultava da tutti gli atti della procedura, dalla relazione del commissario giudiziale, dall'impostazione dei commissari governativi e dalle consulenze raccolte dal Tribunale, lo rendeva impossibile.

## Giudizio storico

### Le ricadute finanziarie e la Banca d'Italia
Un controllo che è mancato, secondo quanto accertato dalla commissione ministeriale d'indagine, è stato quello del sistema creditizio, il quale aveva affidato migliaia di miliardi di lire alla Federconsorzi e ai consorzi agrari senza ricevere adeguate garanzie. Le banche giustificarono il comportamento tenuto, rappresentando che ritenevano che lo Stato fosse garante di Fedit. La Banca d'Italia non affrontò mai il problema perché il sistema non sembrava essere messo in dubbio; secondo la sua versione, la banca centrale non ritenne mai di intervenire in merito alle singole operazioni creditizie che le banche effettuavano con la Federconsorzi.
Anche le banche estere furono indotte a concedere linee di credito, sull'esempio degli istituti italiani, alla Federconsorzi: si allertarono quando scattò il commissariamento, poiché solo in quel momento si chiesero perché lo Stato non fosse intervenuto, convinte che la Federconsorzi fosse un ente pubblico. Fino a quel momento, sul mercato finanziario secondario di Londra vi era stato un largo passaggio delle posizioni creditorie con importi cospicui.

### Le ricadute sui lavoratori
Nel 2004, un certo numero di ex dipendenti promuoveva un’azione risarcitoria dinnanzi al Tribunale Civile di Roma, sul presupposto della responsabilità per culpa in vigilando nei confronti del Ministero dell'agricoltura (nr. R.G. 29111/2004).
Avendo il Ministro per le politiche agricole, Galan, ricordato che lo Stato è debitore nei confronti del mondo agricolo e ribadito che il credito deve essere riconosciuto all'agricoltura e non alle banche, particolarmente danneggiati appaiono gli ex dipendenti Fedit, anche con la rimessa in bonis della Federconsorzi, ma che - organizzatisi - dichiarano la volontà di fare chiarezza sulla vicenda attraverso un processo civile intrapreso nei confronti dell'ex Ministero dell'agricoltura (R.G. 29111/2004). Già nel novembre 2011 l'assemblea dei soci della Fedit, convocata presso il Ministero delle politiche agricole (autore del dissesto della Federconsorzi, unitamente agli amministratori ed al collegio sindacale), aveva approvato il bilancio, utile all'ulteriore passo avanti per tornare alla normalizzazione gestionale della fu istituzione. I consorzi agrari che hanno partecipato all'assemblea sono quelli di stretto collegamento alla Coldiretti; le altre organizzazioni degli agricoltori si sono poste in atteggiamento critico.
La posta in gioco è alta (centinaia di milioni di euro): sono inesigibili crediti verso lo Stato per la gestione degli ammassi di tantissimi anni fa, da tutti ripudiati, tranne che dalla S.G.R. Quando con un emendamento alla legge milleproroghe del 2010 è stato soppresso l'obbligo di scioglimento della Fedit, si resero liquidabili crediti altrimenti inesigibili.
Si sviluppò quindi il contenzioso nei confronti del Ministero delle politiche agricole alimentari e forestali, in ordine ai crediti derivanti dal rendiconto della gestione degli ammassi dei prodotti agricoli nonché il contenzioso in essere promosso dagli ex dipendenti della Federconsorzi e di alcune società da essa controllate: esso sembra però ancora lontano dalla sua definizione, anche in via transattiva. La causa civile originaria N. R.G. 29111/2004, in primo grado, ha visto il Giudice monocratico del Tribunale di Roma segnalare "le oscillazioni giurisprudenziali tra i vari gradi di giudizio (procedimento penale Perugia) sulla questione oggetto del presente procedimento e, osservato che la pronuncia della Suprema Corte di assoluzione del Commissario Governativo Fedit (D'Ercole) è intervenuta in corso di causa. Per cui, sono state rigettale le domande proposte dagli attori".
Una parte dei dipendenti non volle legare le aspettative risarcitorie alla richiesta dei presunti crediti per la gestione degli ammassi di circa 70 anni or sono, respingendo il collegamento delle loro istanze con l'annoso problema ammassi, né vollero avere a che fare con la struttura che sta gestendo la partita economica in tale senso. Non aderirono quindi ad un accordo con il Commissario di Governo – per un risarcimento da pagarsi attraverso l’incasso ed il residuo di avanzo dei proventi degli ammassi – stipulato da un folto gruppo di ex dipendenti, che hanno voluto e si sono staccati dalla causa originaria in data 28 ottobre 2013, perché con l’accordo transattivo (Baldanza – Avvocati) il Giudice della II sezione civile del Tribunale di Roma, per loro, ha dichiarato cessata la materia del contendere.
A seguito di separazione dei giudizi, avvenuta con ordinanza del Giudice datata 28 ottobre 2013, sette ex dipendenti avevano ribadito e riproposto la richiesta del 2004 con le stesse motivazioni allo stesso Tribunale (N. R.G.80863/2013): per essi, il giudice ha ritenuto che la causa risarcitoria dovesse proseguire sulla doglianza per cui, con la mancata applicazione del D.lgs. 7 Maggio 1948 n. 1235, risulterebbe del tutto evidente la responsabilità per culpa in vigilando del Ministero dell'agricoltura, cui competevano specifici obblighi di controllo e vigilanza sulla Federazione Italiana dei Consorzi Agrari e sui Consorzi Agrari. Per costoro il rovinoso crack della Federconsorzi è stato interamente provocato da chi ha gestito la struttura dal dopoguerra in poi: essi lamentano che il Giudice non ha giudicato il Ministero dell'agricoltura per le gravi colpe di mancata vigilanza, così come era la domanda, ma il commissario di governo, nonché liquidatore della Federconsorzi, e tutto ciò che è scaturito dall’atto quadro. Secondo la tesi dei ricorrenti, se tutti avessero fatto il proprio dovere (ministri e direzioni deputate al controllo), la crisi non sarebbe nata ed il crack non sarebbe mai avvenuto, a tutto vantaggio dell'agricoltura italiana”.

## Crediti verso lo Stato
Una sentenza di Cassazione del 2013 ha accertato un credito verso lo Stato per 500 milioni di euro.